# 気仙沼線

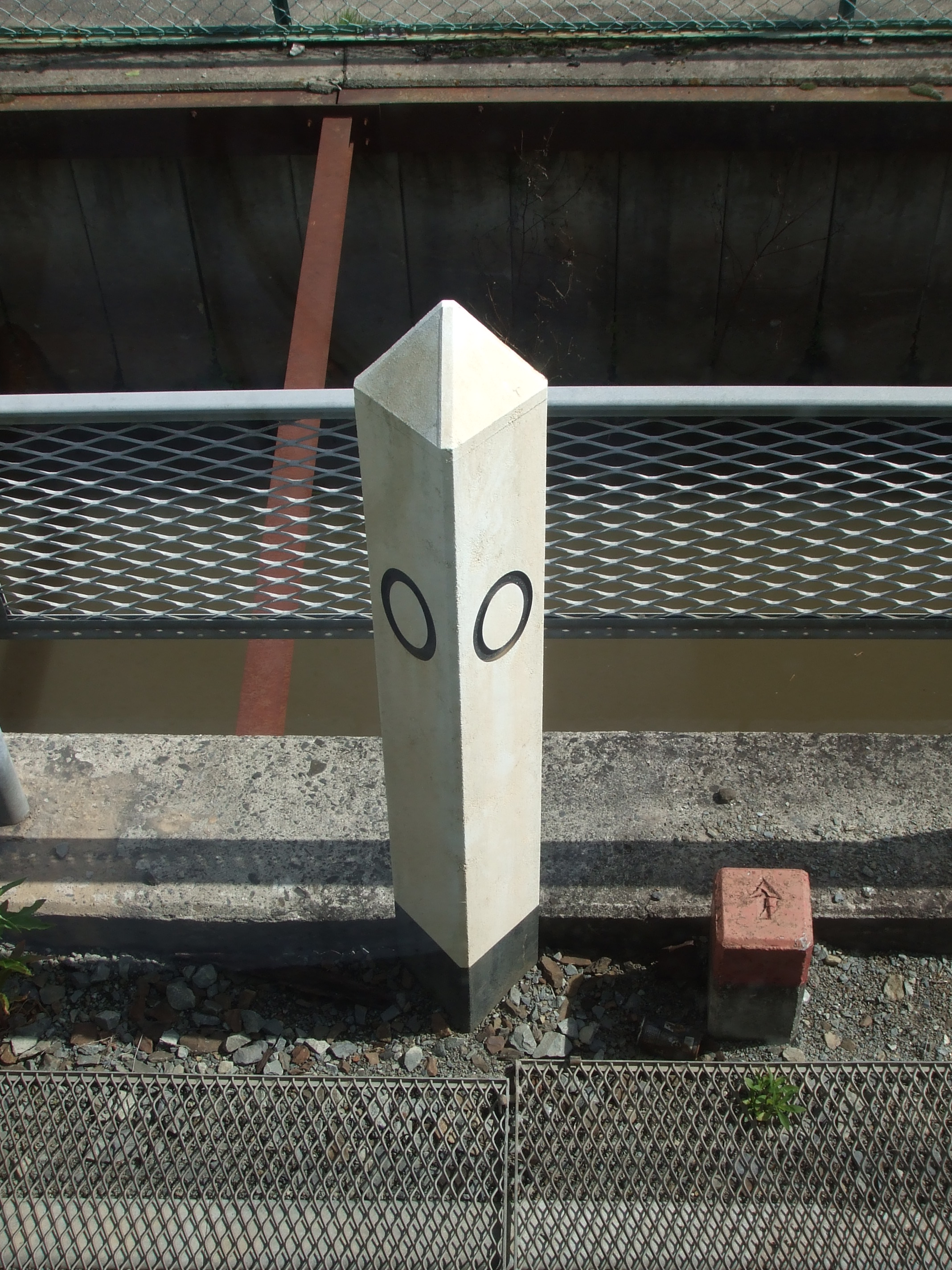
前谷地駅にある気仙沼線の0キロポスト

気仙沼線（けせんぬません）は、宮城県石巻市の前谷地駅から同県登米市の柳津駅を結ぶ、東日本旅客鉄道（JR東日本）の鉄道路線（地方交通線）である。

## 概要
かつては前谷地駅から気仙沼市の気仙沼駅までを結んでいた路線で、陸前戸倉駅 - 気仙沼駅間では大船渡線の一部区間・八戸線・三陸鉄道とともに三陸海岸沿岸を走行していた。
2011年（平成23年）3月に発生した東日本大震災により、沿岸部を走行する柳津駅 - 気仙沼駅間が大きな被害を受け不通となった。同区間では「気仙沼線BRT」として2012年（平成24年）8月20日よりバス・ラピッド・トランジット (BRT) の暫定運行を開始し、同年12月22日から本格運行に移行した。2019年（令和元年）11月12日には不通区間の鉄道事業の廃止届が国土交通省東北運輸局に提出され、2020年（令和2年）4月1日に廃止された。
鉄道として現存するのは1968年（昭和43年）に開通した旧北上川に沿う区間（旧：柳津線）であり、長距離の広域交通としての役割は並走するBRTに移行しているため、地域輸送が主体となっている。

## 歴史
三陸地方沿岸に鉄道を敷設する構想が生まれたのは、1896年（明治29年）である。この年の6月に明治三陸地震が起こり、大津波によって死者が2万人以上に達するなど三陸地方沿岸は大きく被災した。この時に災害復旧の一環としてこの地域に鉄道を敷設する構想が生まれたが、具体的には進展しなかった。またこれとは別に、川村朝次郎等、東京周辺の財界人有志が三陸鉄道株式会社を立ち上げ、石巻を起点に志津川、気仙沼、釜石、宮古を結ぶ鉄道の建設を目指したが、これも実現せずに終わった。
1912年（大正元年）、鉄道院の技手大谷外輔等、調査員の一団が東北地方の鉄道予定線を測量に訪れた。この時、宮城県北東部にも立ち寄り複数の経路を調査した。この調査で、最短距離で鉄道を敷設すると難工事になり、鉄道を敷設しやすい場所を選定すると距離が延びるという課題が浮かび上がったという。1917年（大正6年）には本吉郡の町村長達が本吉郡を縦断する軽便鉄道の実現を宮城県知事に請願し、また、同じ年に宮城県会議長の鈴木俊輔が時の内務大臣後藤新平に三陸沿岸における鉄道を実現するよう意見書を提出した。志津川町長から宮城県会議員を経て衆議院議員になった高橋長七郎は本吉郡への鉄道実現に熱心であり、1922年（大正11年）に「宮城県気仙沼ヨリ津谷、志津川ヲ経テ前谷地ニ至ル鉄道及津谷ヨリ分岐シ佐沼ヲ経テ田尻ニ至ル鉄道」の鉄道敷設法別表への記載が実現した。これを受けて、本吉郡の町村長や桃生郡、牡鹿郡の有志が「三陸鉄道即成同盟会」を結成して鉄道実現へ向けて活動する事になったが、実際には鉄道がすぐに実現するというものでもなかった。
1933年（昭和8年）3月、昭和三陸地震が発生し、三陸地方沿岸はまたも大津波に襲われた。この時に、災害復旧の一環として再び鉄道の建設に焦点が当たったが、鉄道敷設法では本吉から前谷地に至る経路と田尻に至る経路の二つが記されており、これが問題となった。鉄道省内部で田尻ルートが有力視されているという話があり、佐沼町などの内陸町村はこれを歓迎して鉄道誘致運動を始め、一方で志津川町などの沿岸町村はこれに反発して「三陸沿岸鉄道即成同盟会」を結成し対抗した。最終的には政府が、三陸沿岸開発という根本的な目的から前谷地ルートが国策上有利であるという見解を表して、この問題は決着した。
1935年（昭和10年）、鉄道省は気仙沼から前谷地に至る鉄道路線の建設を翌年から着手することに決めた。しかし1936年（昭和11年）、着工を目前にした時期に再びルート問題がにわかに降って湧いた。石巻町とその周辺町村が、三陸鉄道の起点としてふさわしいのは石巻であるとして、鉄道ルートの変更を求めたのだった。鉄道省はこれを取り上げなかったが、この石巻町の三陸鉄道誘致運動は後年までくすぶり続けた。気仙沼線の工事は予算714万2000円をもって気仙沼から南へ向けて進められたが、1937年（昭和12年）日中戦争の勃発によって工事は中断し、1939年（昭和14年）に再開するも、太平洋戦争中の1943年（昭和18年）に再び中断した。戦時中まで工事が行われていたのは、大谷鉱山の地下資源を気仙沼線で輸送することが考えられていたためと推測されている。
終戦後の1946年（昭和21年）、本吉郡4町13村と登米郡および桃生郡の関係町村は「三陸鉄道促進期成同盟会」を結成し、鉄道工事の再開を求めて請願や陳情を始めた。しかし、戦後すぐのこの時期は既成線の復旧が急務とされていた。1952年（昭和27年）にBクラス着工線として気仙沼線に追加補正予算が当てられ、1953年（昭和28年）に工事が再開された。当面は気仙沼から本吉までの部分開業とされ、1955年（昭和30年）の完成を目標に工事が進められたが、この予定は遅れることになった。1956年（昭和31年）に旅客線の開業に先立って気仙沼から気仙沼港までの貨物線が開通し、この年の末に本吉までの線路が完成した。1957年（昭和32年）1月から試運転の機関車が走り始め、同年2月11日に気仙沼線は部分的にではあるが開通を迎えた。この区間にかかった総工費は約8億700万円であり、ここを1日6往復の旅客列車が走った。
部分開業後の4月、本吉から前谷地までの残りの区間が調査線に編入された。1959年（昭和34年）に鉄道建設審議会はこの区間の着工を承認したものの、大都市圏での鉄道建設が優先され、すぐには予算が付かなかった。1962年（昭和37年）に前谷地で杭打式が行われ、ここから本吉に向けて路盤工事が進められることとなり、1964年（昭和39年）からは新たに発足した日本鉄道建設公団が国鉄から承継して工事を担うこととなった。しかしこの工事が行われている最中の1968年（昭和43年）6月、国鉄諮問委員会は国鉄の赤字線83線約2500キロメートルを廃止する計画案を提出した。赤字路線は即時廃止と順次廃止の二つに分けられていて、気仙沼線が即時廃止路線に含まれていた。これは沿線の町や住人に衝撃を与えた。このような状況な中で、同年10月24日に前谷地 - 柳津間が柳津線と名付けられて部分開業した。この区間の総工費は約23億2400万円だった。
その後、柳津から本吉までの区間は小刻みながら工事が続けられた。この区間はリアス式海岸の急峻な地形に線路を通す必要があり、橋梁とトンネルがこの区間の64パーセントを占め、その中でも横山 - 戸倉間の横山トンネルは総延長3508メートルという気仙沼線の中で最長のトンネルだった。これらの難工事に時間を取られながら、総工費約177億円をもって1977年（昭和52年）に柳津 - 本吉間が完成した。10月から試運転列車が走るようになり、12月11日に気仙沼線は全線開通した。この前年の1976年（昭和51年）に国鉄総裁に就任した高木文雄は、大赤字確実な路線の引き取りを拒否する意向を示していた。気仙沼線が全線開業した1977年（昭和52年）の時点で開業寸前の状態だった九州の油須原線は高木の意向で鉄道公団からの受け取りを拒否され、結果として気仙沼線の柳津 - 本吉間は国鉄が開業した最後の地方交通線となった。
当初の計画では気仙沼線全線開通時に急行列車2往復を含む7往復の列車が運転される予定だった。実際には、気仙沼 - 本吉間の区間運転列車を含めて、上り6本、下り7本の普通列車が設定された。この内、上りの1本が石巻行きであり、上下1往復が仙台直通だった。国鉄は気仙沼線の営業係数を677と事前に予測していたが、気仙沼線の利用者は少なくなく、中でも仙台直通列車は後に1両増結の措置が取られるほど混雑した。ただ、仙台直通列車は東北本線内快速、石巻線内でも上涌谷駅は通過だったが、これでも気仙沼 - 仙台間の所要時間は大船渡線経由の急行列車「むろね」と大差なかった。JR東日本発足後には気仙沼線で快速「南三陸」が運行されるようになる。
この頃、国鉄の経営は逼迫しており、1980年（昭和55年）末に政府は国鉄の経営再建を目的とする国鉄再建法を発布した。この内容には赤字路線（特定地方交通線）の廃止も含まれており、1981年（昭和56年）になると、1日4000人未満という利用者数が廃止基準として政令で定められた。これには、ラッシュ時に1000人以上の利用者がいる、代替道路が未整備である、積雪等で年間10日以上交通が不通になる、利用者の平均乗車距離が30キロメートル以上かつ1日の利用者が1000人を超える、といった特殊な環境の路線は除くという条件が付帯していた。気仙沼線の利用者数は1日4000人未満だったが、利用者の平均乗車距離が30キロメートル以上かつ1日の利用者が1000人を超える、に該当した事から廃止路線から除外されることになった。

### 東日本大震災以後
2011年（平成23年）3月11日の東北地方太平洋沖地震（東日本大震災）では全線が不通となった。特に、地震による津波で陸前戸倉駅、志津川駅、歌津駅、陸前港駅、陸前小泉駅、小金沢駅、最知駅、松岩駅、南気仙沼駅が流失、津谷川橋（気仙沼市本吉町：陸前小泉 - 本吉間）が落橋、各所で路盤・築堤が流失（消失）するなど、沿岸部を通る陸前戸倉 - 南気仙沼間は壊滅した。
1か月半後の同年4月29日には前谷地 - 柳津間が復旧したが、残る区間の復旧は自治体の復興計画において路線の変更があるために年単位になることをJR東日本は明らかにしている。JR東日本は不通区間の鉄路復旧について、自社で負担する震災前の状態への復旧費300億円、公的支援が必要なルート移設などに掛かる400億円の合計700億円の費用や利用者数減少の見込みから断念する意向を示している。
不通区間については2012年（平成24年）5月にBRT方式での仮復旧に沿線自治体が合意し、同年内のBRTの運行開始を目指して工事が始まり、同年8月20日よりバス代行運転扱いで暫定的な運行を開始した。BRT用の車両はJR東日本が用意し、ミヤコーバスに運行を委託した。同年12月22日より、JR東日本がバス事業者となりBRTの本格運行を開始した。
2019年（令和元年）11月12日、JR東日本が同日付けで、国土交通大臣宛てに2020年11月13日を廃止日とする柳津駅 - 気仙沼駅間の鉄道事業廃止届を提出したと発表した。その後、意見聴取の結果、廃止日の繰り上げが認められたことから、2020年（令和2年）1月31日、JR東日本が同日付けで、国土交通大臣宛てに柳津駅 - 気仙沼駅間の鉄道事業の廃止日を2020年4月1日に繰り上げる旨の届出を提出したと発表した。
1987年4月のJR東日本発足以降における東北本部管内での旅客鉄道路線の廃止は、第三セクター鉄道へ転換された路線を除けば、これが初の事例であり、JR東日本管内全体で見ても1997年廃止の信越本線の横川駅 - 軽井沢駅間と、2014年廃止の岩泉線以来、同時廃止される大船渡線の区間も含めて3例目となる。

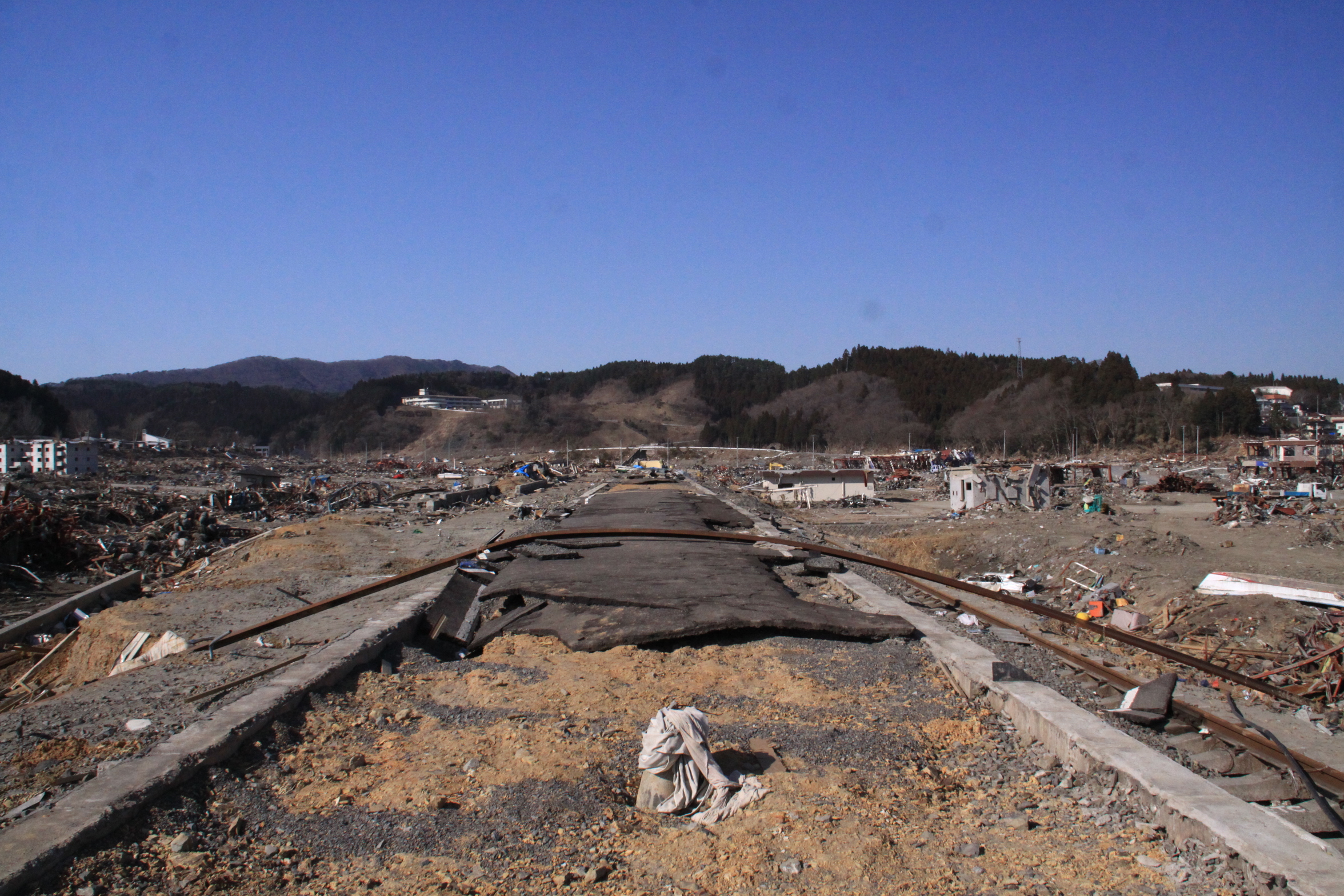
志津川駅のプラットホームと津波にねじ曲げられたレール
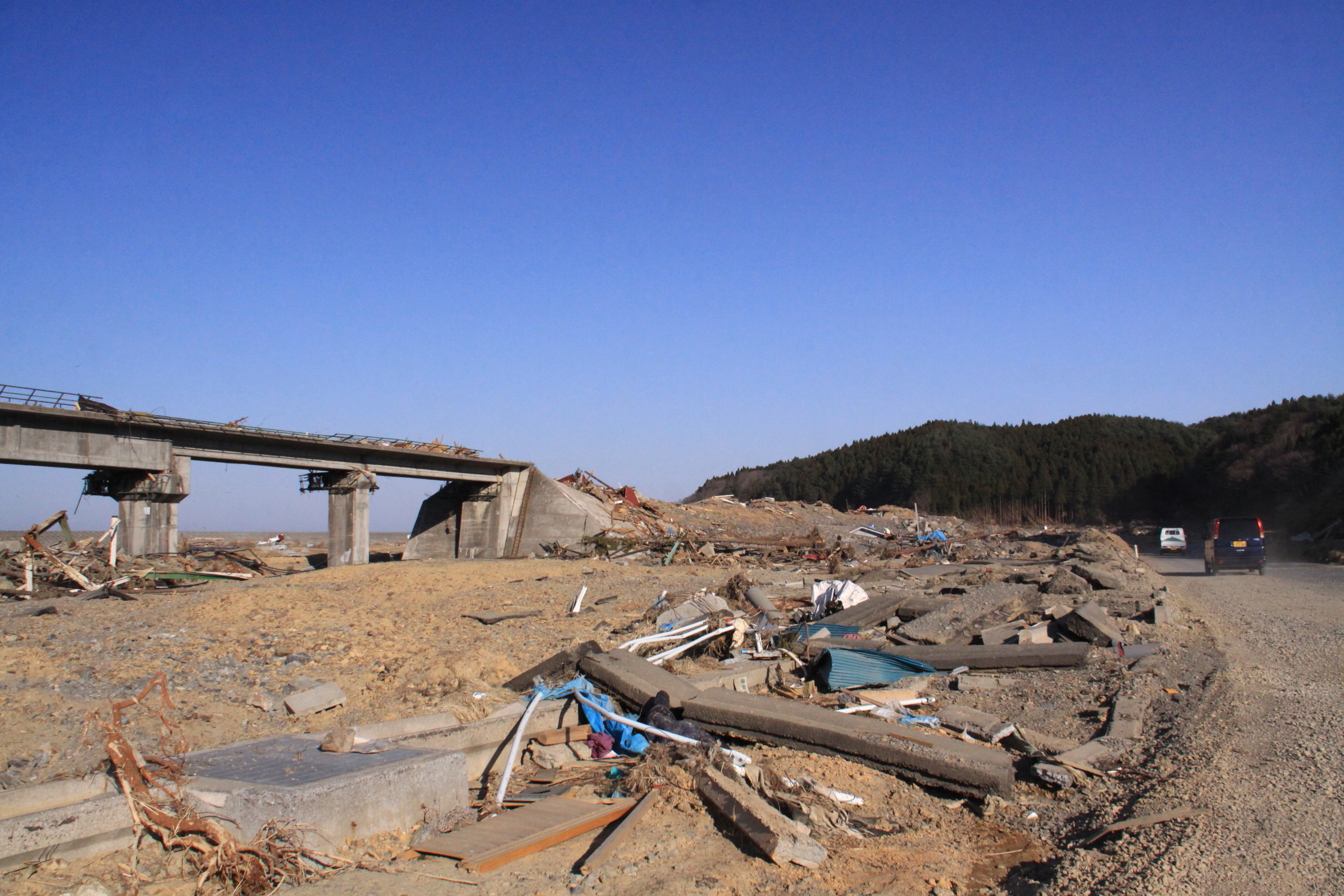
橋の右側の土手上にあった陸前小泉駅は跡形もなく流された
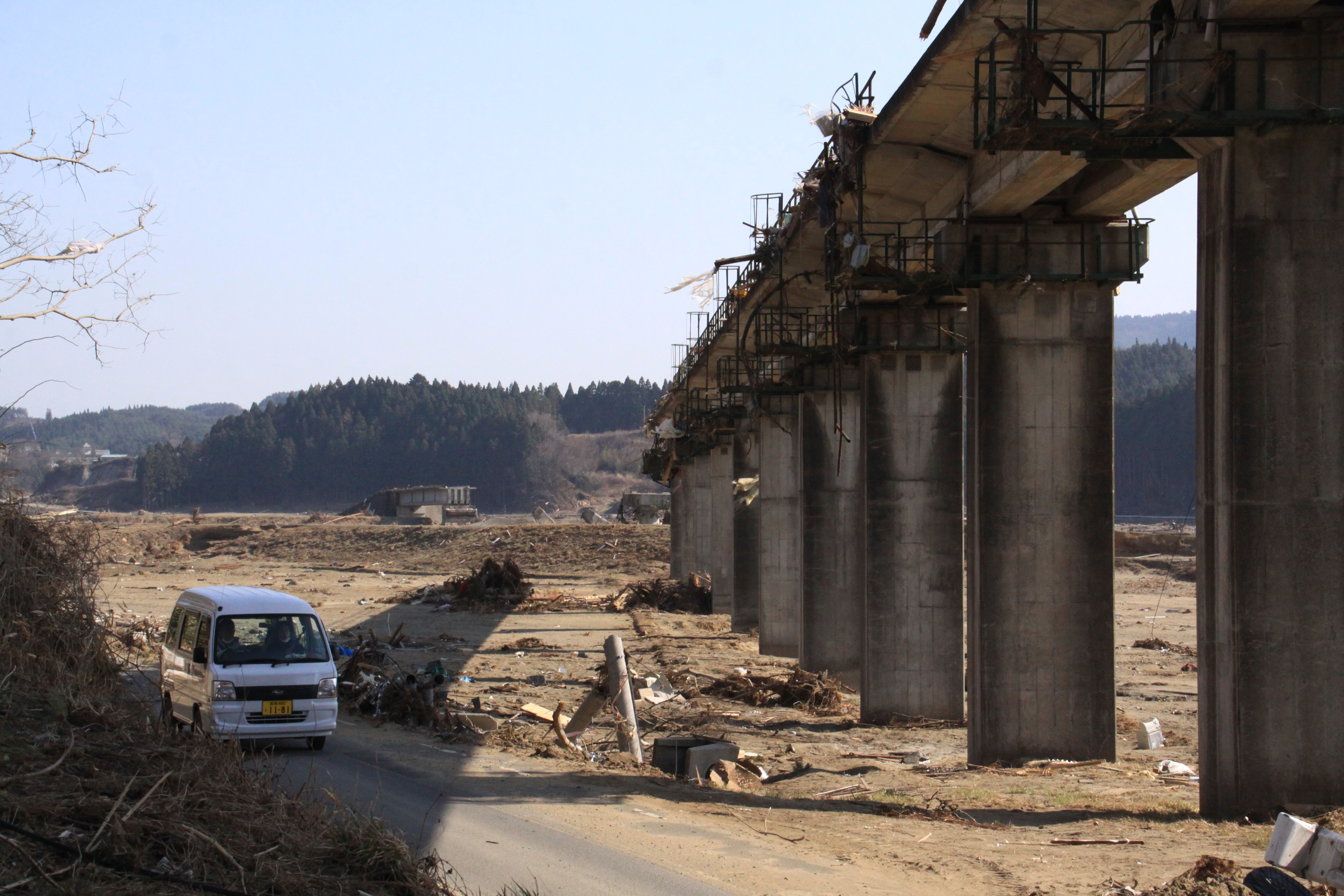
橋桁を越える高さの津波を受け落橋した津谷川橋
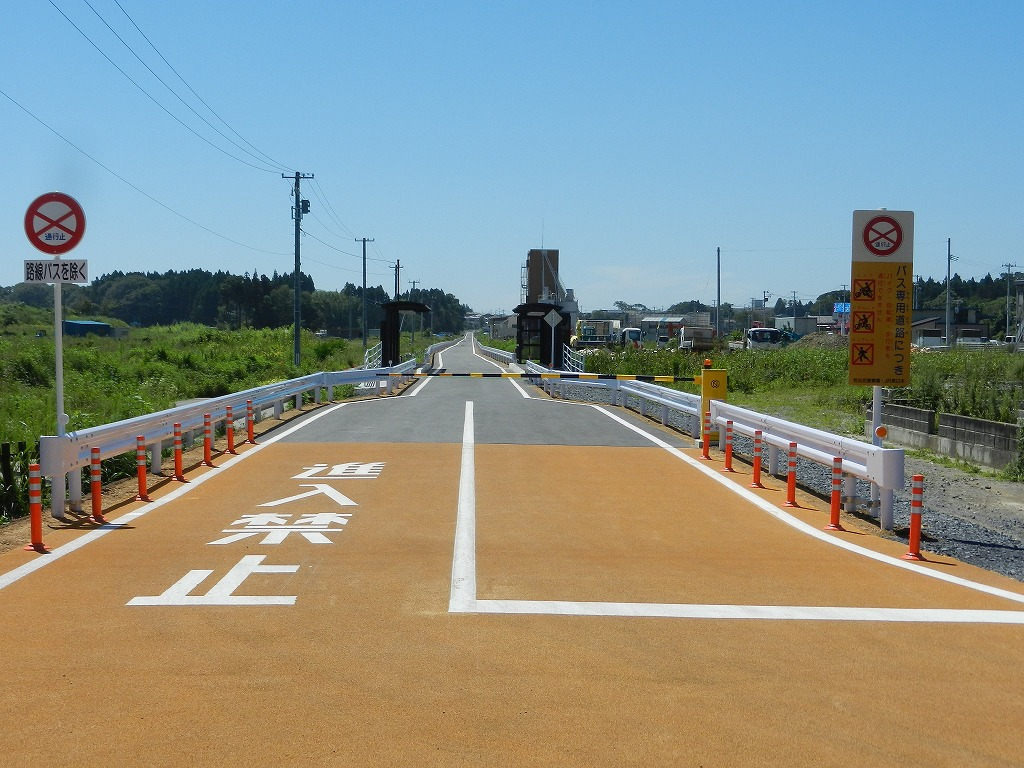
BRTでの復旧にあたり、線路敷がバス専用道路に転用された（最知駅付近）

### 年表

#### 気仙沼線
- 1956年（昭和31年）4月11日 【開業】大船渡線気仙沼 - 気仙沼港（貨物支線）(5.8 km) 【駅新設】（貨）気仙沼港
- 1957年（昭和32年）2月11日 【開業】気仙沼線 南気仙沼 - 本吉（旅客営業のみ）(17.1 km) 【路線分離】大船渡線気仙沼 - 気仙沼港間貨物支線を気仙沼線に編入 【旅客営業開始】気仙沼 - 南気仙沼 (4.5 km) 【駅新設】南気仙沼、松岩、陸前階上、大谷、小金沢、本吉 （上記の結果、気仙沼線 気仙沼 - 本吉 (21.6 km)、南気仙沼 - 気仙沼港（貨物支線）(1.3 km) となる）
- 1960年（昭和35年）11月10日 【駅新設】不動の沢
- 1967年（昭和42年）7月20日 【駅新設】最知

#### 柳津線
- 1968年（昭和43年）10月24日 【開業】柳津線前谷地 - 柳津 (17.5 km)[新聞 5] 【駅新設】和渕、のの岳、陸前豊里、御岳堂、柳津

#### 全線開通以後
- 1977年（昭和52年）12月11日 【延伸開業・全通】気仙沼線柳津 - 本吉（旅客営業のみ）(34.0 km) [新聞 5]【駅新設】陸前横山、陸前戸倉、志津川、清水浜、歌津、陸前港、蔵内、陸前小泉 【貨物営業廃止】南気仙沼 - 本吉 (-17.1 km) 【路線整理】気仙沼線を柳津線に編入し改称。気仙沼線 前谷地 - 気仙沼 (72.8 km)、南気仙沼 - 気仙沼港（貨物支線）(1.3km)
- 1979年（昭和54年）11月1日 【廃止】南気仙沼 - 気仙沼港（貨物支線）(-1.3 km) 【貨物営業廃止】気仙沼 - 南気仙沼 (-4.5 km) 【駅廃止】（貨）気仙沼港
- 1987年（昭和62年）4月1日 【承継】東日本旅客鉄道
- 1992年（平成4年）3月14日 全線でワンマン運転を開始[22]。
- 1997年（平成9年）3月22日 【駅名改称】大谷 → 大谷海岸
- 2001年（平成13年）10月14日 天皇・皇后の宮城国体行幸啓に伴い、1号御料車編成によるお召し列車を仙台から東北本線・石巻線経由で柳津へ運転（片道のみ）。DD51 842牽引（予備機：DD51 888）
- 2007年（平成19年）12月8日 仙台 - 気仙沼間に盛岡車両センター所属の改造気動車「Kenji」を用いて「気仙沼線全線開通30周年号」を運転。

#### 東日本大震災以後
- 2011年（平成23年）
  - 3月11日 東北地方太平洋沖地震（東日本大震災）発生により全線で不通。松岩 - 最知間に緊急停車中（乗員乗客は避難済み）だった上り列車1編成が津波に流される。
  - 4月9日 前谷地 - 柳津間で代行バス運転開始。
  - 4月29日 前谷地 - 柳津間で運転再開。
  - 5月9日 志津川 - 本吉 - 気仙沼間でミヤコーバス路線バス（三陸線）臨時ダイヤに乗る形で、当該区間に対し有効な定期券・回数券保持者に対するバス振替輸送を開始。普通乗車に関してはミヤコーバスが定める運賃を支払う[23]。
  - 7月11日 柳津 - 志津川間でミヤコーバス路線バス（三陸線）臨時ダイヤに乗る形で、当該区間に対し有効な定期券・回数券保持者に対するバス振替輸送を開始[23]。
- 2012年（平成24年）バス専用道路区間に発着するBRTの車両（不動の沢駅にて）

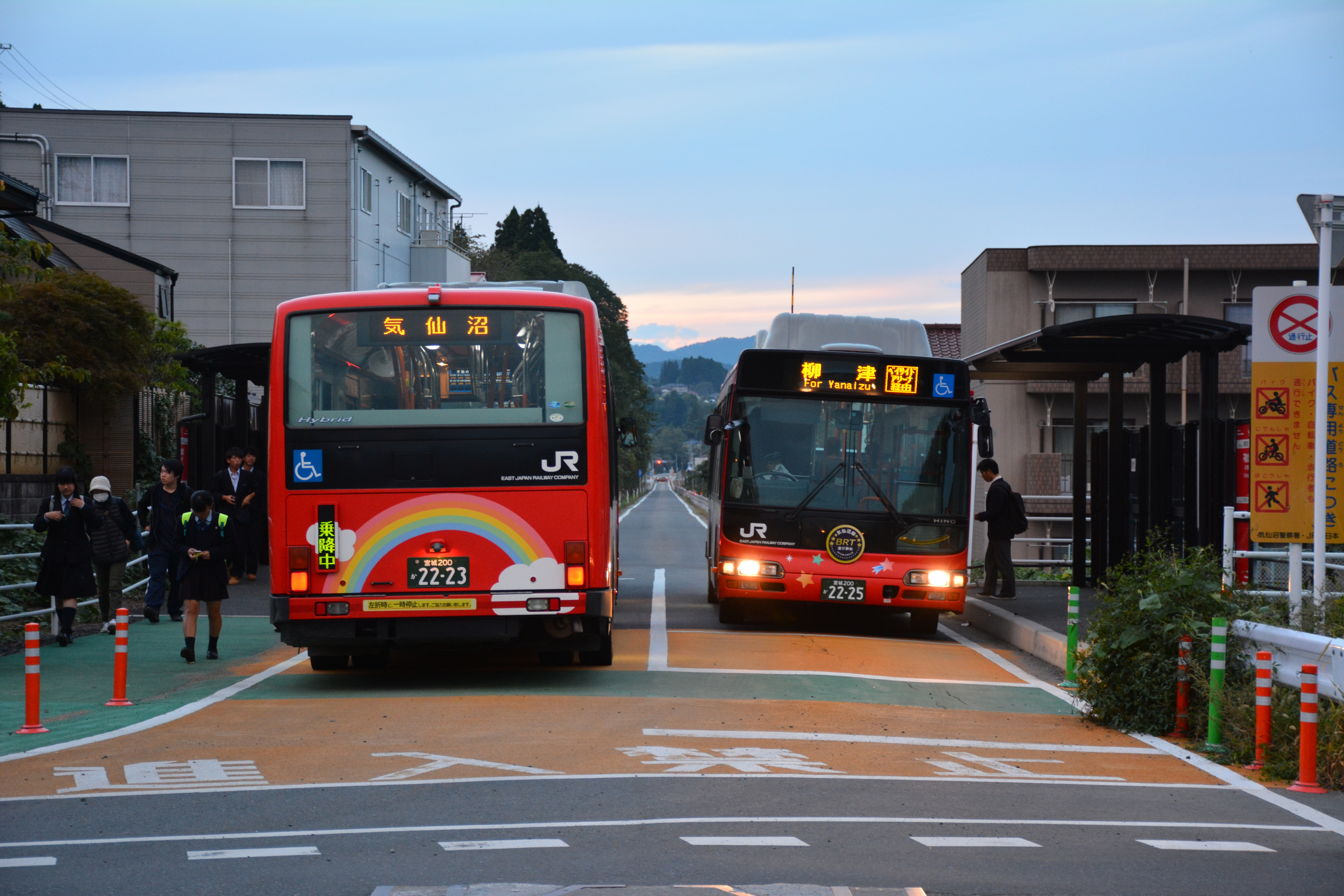
バス専用道路区間に発着するBRTの車両（不動の沢駅にて）

  - 5月7日 JR東日本が提示した気仙沼線のBRT方式による“仮復旧”に対して、沿線の気仙沼市、南三陸町、登米市が合意[20]。
  - 5月21日 BRT方式のための工事開始[21]。
  - 8月20日 柳津 - 気仙沼間でバス代行運転扱いとしてBRTによる暫定サービス提供開始。ミヤコーバスによるバス振替輸送は前日8月19日の運行をもって終了[報道 5]。
  - 12月22日 柳津 - 気仙沼間のBRTの本格的な運行を開始[報道 4]。BRT区間の運賃が鉄道とは別体系となる。
- 2015年（平成27年）6月27日 前谷地 - 柳津間でBRTを延伸し運行開始[報道 6]。
- 2016年（平成28年） 気仙沼線のBRTによる本復旧に沿線自治体がJR東日本と合意[24]。
- 2019年（令和元年）11月12日 JR東日本が柳津 - 気仙沼間の鉄道事業廃止届を提出[報道 1]。
- 2020年（令和2年）
  - 1月31日 JR東日本が柳津 - 気仙沼間の鉄道事業の廃止日を繰り上げる旨の届出を提出[報道 3]。
  - 4月1日 【鉄道事業廃止】柳津 - 気仙沼 (-55.3 km) 【鉄道駅廃止】陸前横山、陸前戸倉、志津川、清水浜、歌津、陸前港、蔵内、陸前小泉、本吉、小金沢、大谷海岸、陸前階上、最知、松岩、南気仙沼、不動の沢[報道 3][報道 2][新聞 6][注 2]

## 運行形態
全列車が各駅に停車する。前谷地駅 - 柳津駅間では1日9往復の列車が設定されており、うち下り3本・上り4本は石巻線に乗り入れ、小牛田駅発着で運行される。日中は概ね2 - 3時間毎の運行頻度となっている。
全列車が1両のワンマン運転である。また、現存区間の陸前豊里駅・柳津駅における列車交換設備の廃止により、2025年現在は全線が1閉塞となっている。
また、前谷地駅 - 柳津駅間ではBRTが鉄道と並行して5往復運行されており（途中駅はノンストップ）、列車のない時間帯を補完している。ただしBRTで利用可能な「odeca」や「Suica」などのICカードは、同区間の鉄道では利用できない。また前谷地駅（石巻線）・柳津駅ともに、列車とBRTは接続を考慮したダイヤとはなっていない。
なお、鉄道とBRTを連続して利用する場合、運賃はそれぞれの合算となる（柳津駅でキロ数計算が打ち切られる）が、前谷地駅 - 柳津駅間でBRTに乗車する場合、同区間では鉄道の運賃が通算される。
東日本大震災発生前は、全区間直通の運行形態が基本で、一部に本吉駅 - 気仙沼駅間の区間列車があり、朝の上り1本は気仙沼発女川行きであった。また、仙台と気仙沼を結ぶ快速「南三陸」が2往復運転され、このうち1往復は2001年（平成13年）11月30日まで気仙沼駅より大船渡線の盛駅まで直通運転が実施されていたが、震災前の時点では全列車が気仙沼駅発着となっていた。
廃止区間の柳津駅 - 気仙沼駅間は、震災前は列車は10本程度の運転本数となっていたが、BRTに転換されてからは大幅に増発されている。

## 使用車両
- キハ110系：仙台車両センター小牛田派出所所属

1992年（平成4年）3月14日からキハ40・48形気動車が使用されてきたが、2013年（平成25年）3月16日のダイヤ改正で置き換えられた。

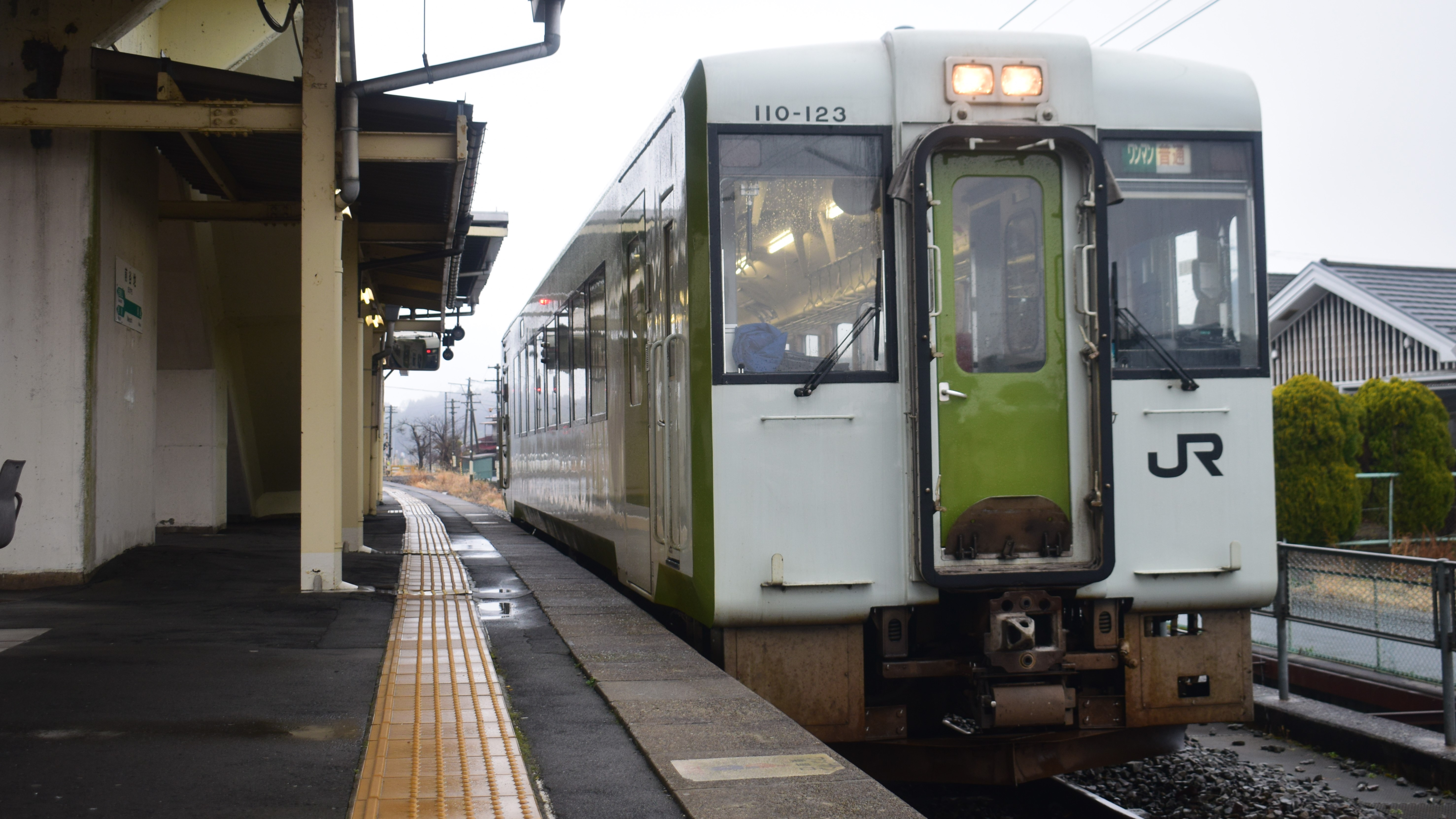
キハ110系（2020年3月10日 前谷地駅）

## データ

### 路線データ
- 管轄（事業種別）：東日本旅客鉄道（第一種鉄道事業者）
- 建設主体：日本鉄道建設公団（現 独立行政法人 鉄道建設・運輸施設整備支援機構）
- 区間（営業キロ）：前谷地駅 - 柳津駅 17.5 km
- 駅数：6（起終点駅含む）
- 軌間：1,067 mm
- 複線区間：なし（全線単線）
- 電化区間：なし（全線非電化）
- 閉塞方式：自動閉塞式
- 保安装置：ATS-SN[2]
- 運転指令所：小牛田CTC
- 最高速度：85 km/h

全区間が東北本部の管轄である。

### 利用状況

#### 平均通過人員
各年度の平均通過人員（人/日）は以下のとおりである。

##### 1987年度 - 2010年度
| 年度                   | 平均通過人員（人/日） | 平均通過人員（人/日） | 平均通過人員（人/日） | 出典           |
| 年度                   | 全区間                | 前谷地 - 柳津         | 柳津 - 気仙沼         | 出典           |
| ---------------------- | --------------------- | --------------------- | --------------------- | -------------- |
| 1987年度（昭和62年度） | 1,357                 | 1,311                 | 1,425                 | [ 利用状況 1 ] |
| 1992年度（平成04年度） | 1,538                 | 1,467                 | 1,560                 | [ 利用状況 1 ] |
| 1997年度（平成09年度） | 1,330                 | 1,292                 | 1,342                 | [ 利用状況 1 ] |
| 2002年度（平成14年度） | 1,021                 | 1,033                 | 1,018                 | [ 利用状況 1 ] |
| 2003年度（平成15年度） | 1,058                 |                       |                       | [ 利用状況 2 ] |
| 2004年度（平成16年度） | 1,063                 |                       |                       | [ 利用状況 2 ] |
| 2005年度（平成17年度） | 1,048                 |                       |                       | [ 利用状況 2 ] |
| 2006年度（平成18年度） | 991                   |                       |                       | [ 利用状況 2 ] |
| 2007年度（平成19年度） | 938                   | 879                   | 957                   | [ 利用状況 3 ] |
| 2008年度（平成20年度） | 914                   | 854                   | 932                   | [ 利用状況 3 ] |
| 2009年度（平成21年度） | 872                   | 790                   | 898                   | [ 利用状況 3 ] |
| 2010年度（平成22年度） | 805                   | 696                   | 839                   | [ 利用状況 3 ] |

##### 2011年度 - 2019年度
- 前谷地 - 柳津間はBRT利用客の一部も計上した数値
- 柳津 - 気仙沼間の2011年度はバス代行輸送、2013年度以降はBRT輸送の数値

| 年度                   | 平均通過人員（人/日） | 平均通過人員（人/日） | 平均通過人員（人/日） | 出典           |
| 年度                   | 全区間                | 前谷地 - 柳津         | 柳津 - 気仙沼         | 出典           |
| ---------------------- | --------------------- | --------------------- | --------------------- | -------------- |
| 2011年度（平成23年度） | 255                   | 228                   | 263                   | [ 利用状況 4 ] |
| 2012年度（平成24年度） |                       | 265                   | 非開示                | [ 利用状況 4 ] |
| 2013年度（平成25年度） |                       | 263                   | 268                   | [ 利用状況 4 ] |
| 2014年度（平成26年度） |                       | 256                   | 278                   | [ 利用状況 4 ] |
| 2015年度（平成27年度） |                       | 277                   | 292                   | [ 利用状況 5 ] |
| 2016年度（平成28年度） |                       | 268                   | 271                   | [ 利用状況 5 ] |
| 2017年度（平成29年度） |                       | 246                   | 264                   | [ 利用状況 5 ] |
| 2018年度（平成30年度） |                       | 227                   | 279                   | [ 利用状況 5 ] |
| 2019年度（令和元年度） |                       | 232                   | 263                   | [ 利用状況 5 ] |

##### 2020年度以降
- 前谷地 - 柳津間はBRT利用客の一部も計上した数値
- 柳津 - 気仙沼間は2020年4月1日付で鉄道事業廃止

| 年度                   | 平均通過人員（人/日） | 出典           |
| 年度                   | 前谷地 - 柳津         | 出典           |
| ---------------------- | --------------------- | -------------- |
| 2020年度（令和02年度） | 189                   | [ 利用状況 6 ] |
| 2021年度（令和03年度） | 206                   | [ 利用状況 6 ] |
| 2022年度（令和04年度） | 200                   | [ 利用状況 7 ] |
| 2023年度（令和05年度） | 199                   | [ 利用状況 8 ] |

#### 収支・営業系数
各年度の収支（運輸収入、営業費用）、営業係数、収支率は以下のとおりである。▲はマイナスを意味する。
| 年度                   | 収支（百万円） | 収支（百万円） | 収支（百万円） | 営業 係数 （円） | 収支率 | 出典       |
| 年度                   | 運輸 収入      | 営業 費用      | 計             | 営業 係数 （円） | 収支率 | 出典       |
| ---------------------- | -------------- | -------------- | -------------- | ---------------- | ------ | ---------- |
| 2019年度（令和元年度） | 9              | 238            | ▲228           | 2,448            | 4.1%   | [ 報道 7 ] |
| 2020年度（令和02年度） | 6              | 248            | ▲241           | 3,625            | 2.8%   | [ 報道 7 ] |
| 2021年度（令和03年度） | 7              | 221            | ▲214           | 2,882            | 3.5%   | [ 報道 8 ] |
| 2022年度（令和04年度） | 7              | 226            | ▲218           | 2,995            | 3.3%   | [ 報道 9 ] |

## 駅一覧
便宜上、前谷地側の列車が半数程度乗り入れる石巻線小牛田駅からの区間を記載。
- 累計営業キロは前谷地駅起算。
- 区分：直…直営駅、委…業務委託駅、B・無印…終日無人駅
  - 無印の終日無人駅を除き、JR東日本による乗車人員集計対象駅[25]（「B」はBRTのみ）
- 線路（全線単線） … ◇、∧、∨：列車交換可、｜：列車交換不可
  - ※：小牛田駅の石巻線・気仙沼線用旅客ホームは1面1線であるが、同駅はホームのない副本線を用いた（おもに貨物）列車の交換が可能である。
- 全駅宮城県内に所在。

| 路線名     | 駅名     | 区分 | 営業キロ | 営業キロ | 接続路線                             | 線路          | 所在地        | 所在地 |
| 路線名     | 駅名     | 区分 | 駅間     | 累計     | 接続路線                             | 線路          | 所在地        | 所在地 |
| ---------- | -------- | ---- | -------- | -------- | ------------------------------------ | ------------- | ------------- | ------ |
| 石巻線     | 小牛田駅 | 直   | -        | 12.8     | 東日本旅客鉄道：■東北本線・■陸羽東線 | ※             | 遠田郡        | 美里町 |
| 石巻線     | 上涌谷駅 |      | 3.5      | 9.3      |                                      | ｜            | 遠田郡        | 涌谷町 |
| 石巻線     | 涌谷駅   |      | 2.7      | 6.6      |                                      | ◇             | 遠田郡        | 涌谷町 |
| 石巻線     | 前谷地駅 | B    | 6.6      | 0.0      | 東日本旅客鉄道：■石巻線（石巻方面）  | ◇             | 石巻市        | 石巻市 |
| 気仙沼線   | 前谷地駅 | B    | 6.6      | 0.0      | 東日本旅客鉄道：■石巻線（石巻方面）  | ◇             | 石巻市        | 石巻市 |
| 和渕駅     |          | 3.2  | 3.2      |          | ｜                                   |               | 石巻市        | 石巻市 |
| のの岳駅   |          | 3.0  | 6.2      |          | ｜                                   | 遠田郡 涌谷町 | 遠田郡 涌谷町 |        |
| 陸前豊里駅 | 委       | 4.1  | 10.3     |          | ｜                                   | 登米市        | 登米市        |        |
| 御岳堂駅   |          | 3.3  | 13.6     |          | ｜                                   | 登米市        | 登米市        |        |
| 柳津駅     | B        | 3.9  | 17.5     |          | ｜                                   | 登米市        | 登米市        |        |

### 廃止区間
- 東日本大震災直前時点の状況。
- 累計営業キロは前谷地駅起算。
- 全駅宮城県内に所在。

| 駅名       | 営業キロ | 営業キロ | 接続路線                  | 線路 | 所在地          |
| 駅名       | 駅間     | 累計     | 接続路線                  | 線路 | 所在地          |
| ---------- | -------- | -------- | ------------------------- | ---- | --------------- |
| 柳津駅     | -        | 17.5     |                           | ∨    | 登米市          |
| 陸前横山駅 | 4.8      | 22.3     |                           | ｜   | 登米市          |
| 陸前戸倉駅 | 7.2      | 29.5     |                           | ｜   | 本吉郡 南三陸町 |
| 志津川駅   | 4.2      | 33.7     |                           | ◇    | 本吉郡 南三陸町 |
| 清水浜駅   | 4.5      | 38.2     |                           | ｜   | 本吉郡 南三陸町 |
| 歌津駅     | 4.1      | 42.3     |                           | ◇    | 本吉郡 南三陸町 |
| 陸前港駅   | 2.6      | 44.9     |                           | ｜   | 本吉郡 南三陸町 |
| 蔵内駅     | 1.8      | 46.7     |                           | ｜   | 気仙沼市        |
| 陸前小泉駅 | 2.0      | 48.7     |                           | ｜   | 気仙沼市        |
| 本吉駅     | 2.8      | 51.5     |                           | ◇    | 気仙沼市        |
| 小金沢駅   | 3.1      | 54.6     |                           | ｜   | 気仙沼市        |
| 大谷海岸駅 | 3.7      | 58.3     |                           | ｜   | 気仙沼市        |
| 陸前階上駅 | 3.3      | 61.6     |                           | ◇    | 気仙沼市        |
| 最知駅     | 1.7      | 63.3     |                           | ｜   | 気仙沼市        |
| 松岩駅     | 2.3      | 65.6     |                           | ｜   | 気仙沼市        |
| 南気仙沼駅 | 2.7      | 68.3     |                           | ｜   | 気仙沼市        |
| 不動の沢駅 | 1.3      | 69.6     |                           | ｜   | 気仙沼市        |
| 気仙沼駅   | 3.2      | 72.8     | 東日本旅客鉄道：■大船渡線 | ∧    | 気仙沼市        |

貨物支線
南気仙沼駅 - （貨）気仙沼港駅 (1.3 km)